# Cynoglossum

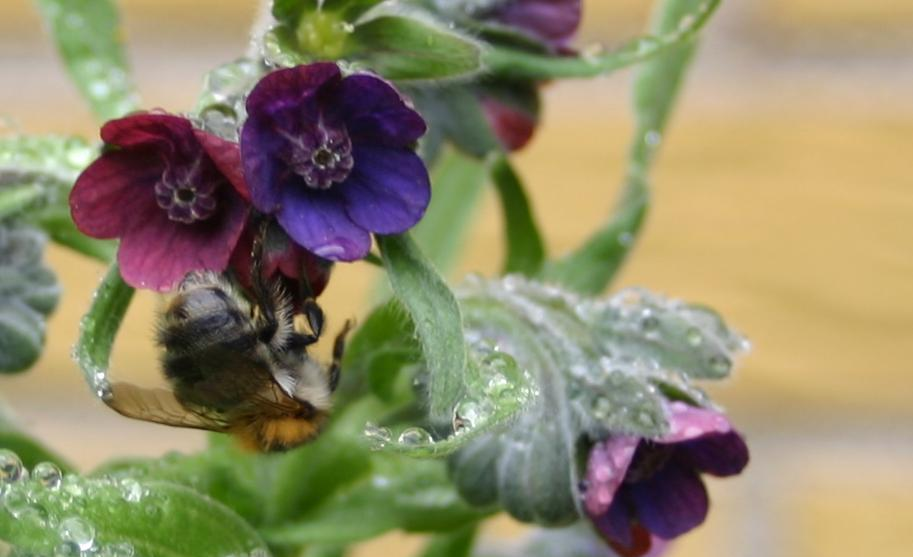
Flores.

Cynoglossum  es un género de plantas pequeñas de la familia Boraginaceae; contiene muchas especies. Cynoglossum officinale es la más conocida y es natural de Asia, África y Europa. En Norteamérica se ha introducido y es considerada una mala hierba. Comprende 326 especies descritas y de estas, solo 82 aceptadas.

## Descripción
Son hierbas perennes (rara vez anuales o bianuales), con órganos subterráneos engrosados, generalmente ramificadas, pelosas o rara vez glabras. Hojas alternas, simples, enteras, las basales con pecíolos conspicuos, las hojas generalmente sésiles. Inflorescencias en racimos o panículas, las ramas escorpioides, generalmente ebracteadas. Flores bisexuales, generalmente pediceladas; sépalos 5, libres casi hasta la base, acrescentes en la fructificación; corola azul, púrpura, o rara vez blanca, hipocraterimorfa a campanulada, 5-lobada, con 5 protuberancias aparentes en la boca; estambres 5, las anteras sobre filamentos cortos o casi sésiles, oblongas a elipsoidales; ovario 4-lobado, el estilo ginobásico, el estigma capitado. Frutos formados por 4 nuececillas patentes, unidas apicalmente a la ginobase, la cicatriz restringida a la 1/2 apical de la superficie ventral, la superficie dorsal con cortas espinas gloquidiadas.

## Taxonomía
El género fue descrito por Carlos Linneo  y publicado en Genera Plantarum 2: 846. 1876.
Etimología
Cynoglossum: nombre genérico que deriva del griego cyno = "perro" y glossum = "lengua", refiriéndose a su parecido con la lengua de un perro.

## Especies importantes
- Cynoglossum amabile
- Cynoglossum apenninum
- Cynoglossum australe
- Cynoglossum borbonicum
- Cynoglossum boreale
- Cynoglossum castellanum
- Cynoglossum cheirifolium
- Cynoglossum clandestinum
- Cynoglossum coeruleum
- Cynoglossum columnae
- Cynoglossum creticum
- Cynoglossum dioscorides
- Cynoglossum furcatum
- Cynoglossum geometricum
- Cynoglossum grande
- Cynoglossum hungaricum
- Cynoglossum lanceolatum
- Cynoglossum nervosum
- Cynoglossum occidentale
- Cynoglossum officinale
- Cynoglossum triste
- Cynoglossum virginianum
- Cynoglossum wallichii
- Cynoglossum zeylanicum